# Nostra Signora del Santissimo Sacramento e Santi Martiri Canadesi (titre cardinalice)
Le titre cardinalice de Nostra Signora del Santissimo Sacramento e Santi Martiri Canadesi (Notre-Dame du Très Saint Sacrement et Saints martyrs canadiens) est érigé par le pape Paul VI le 5 février 1965 dans la constitution apostolique Consuevit Ecclesia. Il est rattaché à l'église homonyme qui se trouve dans le quartier Nomentano au nord-est de Rome.
Ce titre, lié à l'église nationale canadienne à Rome a, de sa création à 2015, été attribué à des cardinaux canadiens.

## Titulaires
| - Maurice Roy (1965-1985) - Paul Grégoire (1988-1993) - Jean-Claude Turcotte (1994-2015) - Patrick D'Rozario, CSC (2016-) |